# Ana Leal
Ana Maria de Sousa Leal Santos Marques Vaz de Carvalho (Viseu, 9 de outubro de 1968), mais conhecida como Ana Leal, é uma jornalista de investigação portuguesa, conhecida por apurar casos de corrupção, injustiça social e ilegalidades.

## Biografia e carreira
Apresentava suas reportagens na TVI, no programa Ana Leal. Em 2019, foi indicada ao Globos de Ouro, na categoria Personalidade do Ano em Jornalismo.
A partir de 2021, passou a exercer funções de jornalista de investigação na CMTV. Em 2024, com a passagem do programa de jornalismo de investigação Repórter Sábado para outro canal da Medialivre, o Now, Ana Leal passa a apresentar-se neste último canal.
Ana Leal é igualmente professora adjunta convidada da Escola Superior de Comunicação Social do Instituto Politécnico de Lisboa.

## Prémios
Troféus de Televisão TV 7 Dias/Impala
| Ano  | Prémio                        | Trabalho | Resultado |
| ---- | ----------------------------- | -------- | --------- |
| 2017 | Jornalista/Repórter           |          | Venceu    |
| 2019 | Melhor Programa de Informação | Ana Leal | Venceu    |

Globos de Ouro
| Ano  | Prémio                            | Resultado |
| ---- | --------------------------------- | --------- |
| 2019 | Jornalismo - Personalidade do Ano | Indicado  |